# Bitskey Aladár Uszoda
A Bitskey Aladár uszoda Eger területén található, nemzetközi sportesemények megrendezésére is alkalmas uszoda.

## Elhelyezkedése
Az uszoda a Frank Tivadar és Kertész utcák által határolt területen fekszik, déli oldalán a Dr. Agyagási Dezső Gyógypark található. A belvárosból könnyűszerrel elérhető gyalogosan, busszal a 4, 5, 5A és 6 jelzésű helyi járatok, valamint a 914-es jelzésű éjszakai járat segítségével megközelíthető (Uszoda illetve Szarvas tér buszmegállók).

## Története
Eger korábbi, 1960-as években épült fedett uszodáját - ami a Dr. Agyagási Dezső Gyógypark területén állt - 1988-ban szerkezeti problémák miatt lebontották. Az ezt követő években az egri úszóközönség csak a Bárány uszoda nyitott medencéjét használhatta. 
Korábban a mai uszoda helyén földszintes lakóházak álltak. A Makovecz Imre által tervezett épület alapkövét 1998-ban tették le, 2000 decembere óta áll a sportolni vágyó közönség rendelkezésére. Névadója az egri úszó és edző, Bitskey Aladár.

## Medencék és szolgáltatások
- 50 × 21 méteres, 8 pályás versenymedence (mélysége 2,2 méter)[3]
- 16 × 8,5 méteres tanmedence (mélysége 0,9 méter)
- Pezsgőmedence (mélysége 0,8 méter)
- 2 darab szauna (4 illetve 8 négyzetméter)
- Infrakabin (3 férőhely)
- Edzőterem
- Kozmetika
- Kávézó
- Sportszerüzlet
- Étterem és bár az épület Frank Tivadar utcai szárnyában